# Elin Wallin
Pour les articles homonymes, voir Wallin.
Elin Kristina Wallin, née le 29 décembre 1884 à Göteborg et morte le 25 mars 1969 à Stockholm, est une artiste suédoise et dessinatrice. Elle est l'épouse de l'artiste suédois David Wallin (en) (1876-1957).
Elin Wallin a grandi au 13 Ekersgatan à Örebro. Elle est la fille de l'enseignant de l'école élémentaire Viktor Lundberg et de sa femme Anna Lundberg, née Kalling, Örebro, et sœur du célèbre damas weaver Carl Widlund,, et sœur Hilda Sofia (Hild) Zetterlind-Simonsen. Elle est la mère de l'artiste Bianca Wallin (1909-2006) et de l'artiste Sigurd Wallin (1916-1999).

## Biographie

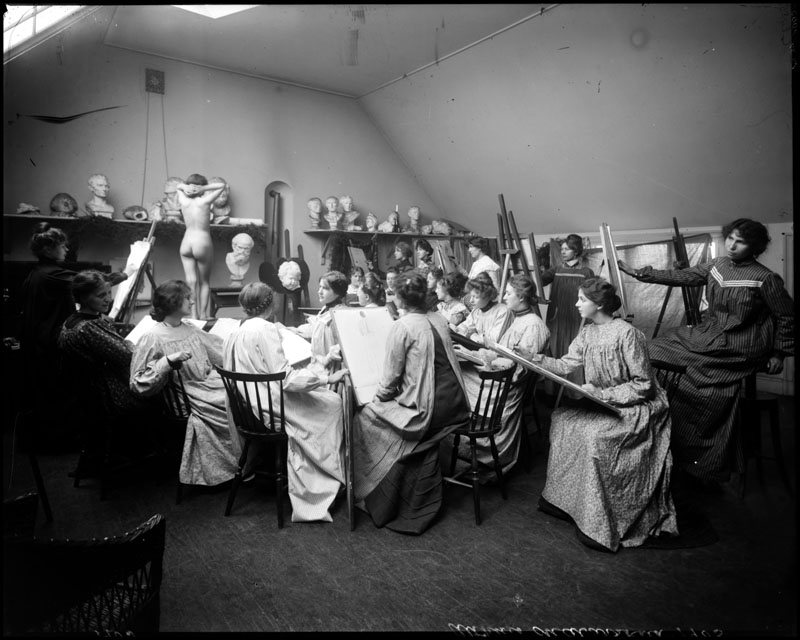
Althins målarskola (Caleb Althin de l'école de peinture de) à Stockholm. Photo de 1903. 4e à partir de la droite est Elin Wallin, né Lundberg (1884-1969).

Quand elle avait quitté l'école de filles à Örebro, Elin Wallin est allé à des cours du soir à l'école Technique à Örebro en 1901 et 1902.

## Famille et vie personnelle

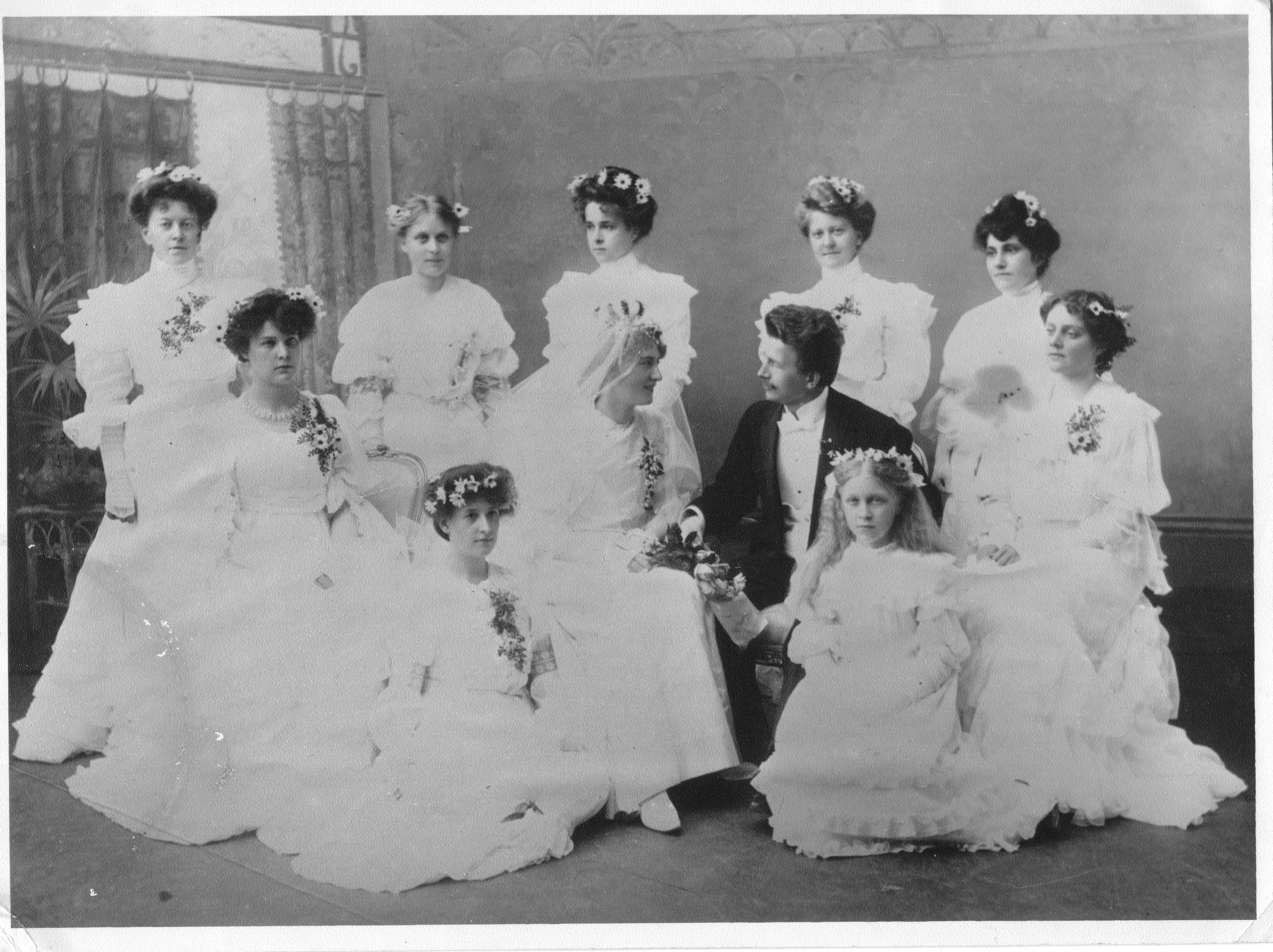
Elin et David Wallin. Le mariage le 14 septembre 1905, dans le quartier de Sankt Nikolai église, Örebro.

Elin Wallin n'a que 20 ans quand elle a épousé l'artiste David Wallin, 29 ans, le 14 septembre 1905.

## Sources
- Svenskt konstnärslexikon, (Who is who dans l'art suédois), Volume 5, page 580, Allhems Förlag AB, Malmö, en 1967, l'auteur Ingrid Martelius, un suédois de l'art et de la culture de l'historien.
- Svenskt konstnärslexikon, (Who is who dans l'art suédois), Volume 5, pages 577-579, Allhems Förlag AB, Malmö, 1967, auteur Viggo Loos (1895-1974), un journal suédois de l'éditeur, de l'art, journaliste et Docteur en Philosophie, en Histoire de l'Art.
- Wallinska släktarkivet (Wallin les archives de la famille), Kungl. Biblioteket (Bibliothèque Nationale de Suède), Humlegården, de Stockholm, de l'Adhésion de Nombre ACC2008_024, Ediffah. Le Numéro d'Accession ACC2008_024.
- Wallinska släktarkivet, tillägg (fotografier) (Wallin les archives de la famille, plus (photographies)), Kungl. Biblioteket,(Bibliothèque Nationale de Suède), Humlegården, Stockholm, ACC2008_137, Ediffah. Le Numéro d'Accession ACC2008_137.
- David Wallins papper rörande hans konstnärliga verksamhet (David Wallin du papier à propos de son travail artistique), Kungl. Biblioteket (Bibliothèque Nationale de Suède), Humlegården, Stockholm, ACC2008_138, Ediffah. Le Numéro d'Accession ACC2008_138.